# Groupe de NGC 2663
Le groupe de NGC 2663 comprend au moins trois galaxies situées dans la constellation de la Boussole et du Éridan. La distance moyenne entre ce groupe et la Voie lactée est d'environ 37,2 Mpc (∼121 millions d'al). 

## Membres
Le tableau ci-dessous liste les trois galaxies qui sont indiquées sur le site « Un Atlas de l'Univers » créé par Richard Powell.  
| Nom        | Classification | Type                 | α (J2000.0)   | δ (J2000.0)  | Vitesse radiale (km/s) | Magnitude apparente | Distance (Mpc) | Diamètre (kal) |
| ---------- | -------------- | -------------------- | ------------- | ------------ | ---------------------- | ------------------- | -------------- | -------------- |
| NGC 2663   | E              | Elliptique           | 08h 45m 8.2s  | -33° 47′ 41″ | 2102 ± 26              | 10,6                | 35,0 ± 2,5     | 251            |
| ESO 371-20 | SA(s)c?        | Spirale              | 08h 50m 56.0s | -34° 32′ 15″ | 2367 ± 1               | 11,27               | 38,9 ± 2,7     | 144            |
| ESO 371-24 | SAB(s)m        | Spirale magellanique | 08h 52m 39.2s | -33° 27′ 58″ | 2267 ± 14              | 13,50               | 37,5 ± 2,7     | 88             |

Le site DeepskyLog permet de trouver aisément les constellations des galaxies mentionnées dans ce tableau ou si elles ne s'y trouvent pas, l'outil du site constellation permet de le faire à l'aide des coordonnées de la galaxie. Sauf indication contraire, les données proviennent du site NASA/IPAC.